# Тімар

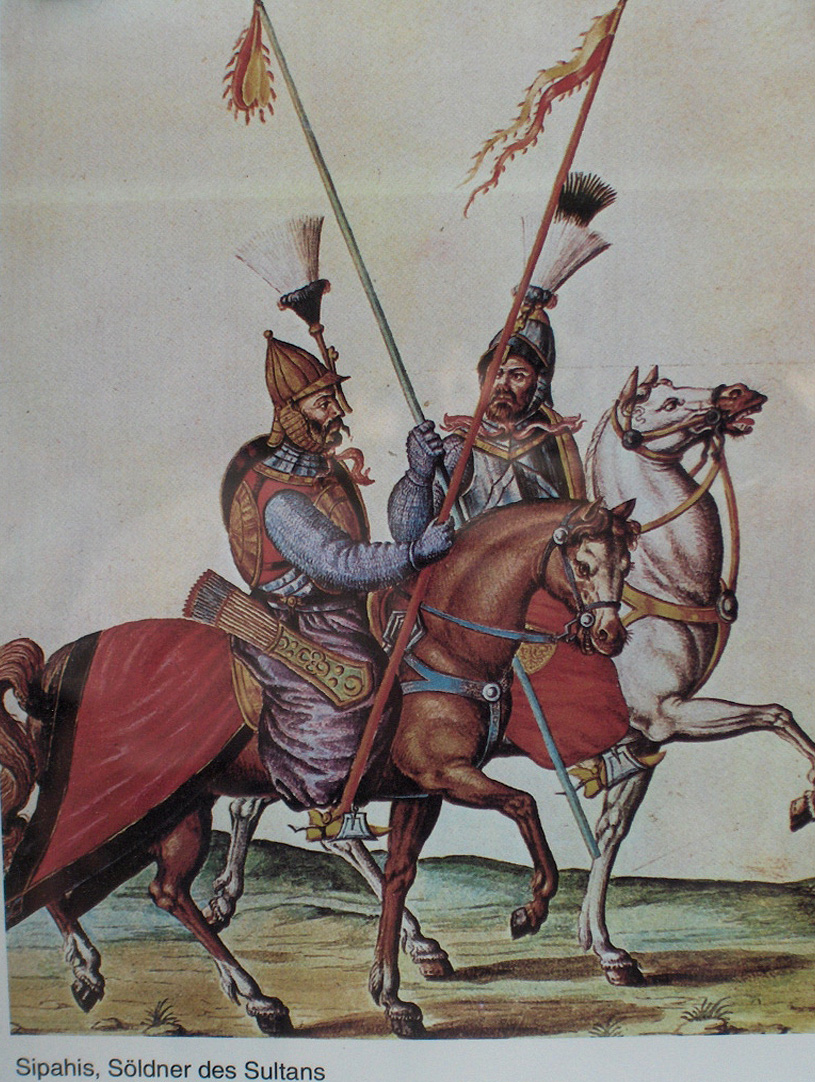
Сипахи (або тімаріот) у битві за Відень, 1683

Тімар (Тимар) – у Османській імперії - військовий лен, земельне володіння, коштом доходу якого, його володар-сипахи повинен був виходити в похід. За назвою тімара османська військово-ленна система в історіографії має назву тімарної або сипахійської. Тімарна система була скасована Махмудом II у 1834 році.
Тімаром вважалося володіння, що приносило від 3 до 20 тис. акче на рік. Після смерті сипахи його тімар міг наслідувати син за умови перейняття та продовження ним батьківської служби.

## Види тімарів
Тезкерелі тімар — тімар, одержаний на підставі султанського берата.
Тезкересіз тімар — тімар виданий на основі жалуваної грамоти бейлербея (без тезкере — документу, який бейлербеї відсилали на ім'я султана, і який передбачав право тієї чи іншої особи на тімар і на основі якого видавався султанський берат).
Османський уряд, пристосовуючись до різноманітних місцевих реалій, виробив велике розмаїття тімарів. Типово тімари призначалися з розрахунку, що державці персонально служитимуть державі із власним конем, зброєю та захищені щонайменше кольчугою («бюрюме»). На додачу вони мусили тримати при собі збройного слугу-джебелю, себто вершника, захищеного платівковим панциром («джебе»). Достатнім для цього вважався Т., що давав 3 тис. акче прибутку, якщо він розташовувався в Анатолії, або 5 тис. акче, якщо розташовувався в Румелії. Тімари меншої вартості надавалися джебелю-сіпагі, себто вершникам із платівковим панциром («джебе»), а також деяким пішим військовим (напр., у провінції Кефе вони виконували певні служби в гарнізонах фортець — сторожів, проповідників, музикантів та ін.).
Щоб винагородити того чи іншого сіпага, йому надавали Т. більшої прибутковості або додаткові тімари. Проте, в цьому випадку пропорційно зростали обов'язки державця: за надлишкові прибутки він мусив виставити для кампанії панцирного вершника (джебелю), а за кожні 3 тис. акче — вершника в кольчузі. Державець 5-тисячного Т. мусив прибути до війська в кольчузі, привести із собою одного джебелю, ще одного слугу, а також мати при собі намет. Гранична прибутковість Т. становила 20 тис. акче.
Тімари з прибутком від 20 тис. до 100 тис. акче належали до категорії «зеамет» (османсько-турец. — командирський). З їхніх державців призначалися субаши — командири загонів сіпагів, які мешкали в одній окрузі-нагіє.
Тімари з прибутком понад 100 тис. акче називалися «хасс» (османсько-турец. — персонально-правительський) і жалувалися вищим достойникам у ранзі паші (санджакбеям, бейлербеям, візирам та ін.).
Крім індивідуальних державців, тімари надавалися кільком сіпагам на умовах сумісного або почергового користування. Деякі тімари закріплювалися за очільниками певних груп, визнаних державою (династій, етноконфесійних громад, акинджиїв, войнуків, кадіїв та ін.), із правом групи визначати кожного наступного державця — такі метафорично називалися «юрдлук» («вотчинне»), «оджаклик» («вогнищне»), «арпалик» («ячмінне»). Оджаклик-тімари, зокрема, були поширені на степових територіях між Дунаєм та Дніпром, відповідно до родоплемінних традицій кочовиків.
Тімари, які призначалися скарбницею на тимчасове користування з виплатою прибутку наперед, себто у відкуп, називалися «мукатаа» (араб. — відруб), «ільтізам» (араб. — контракт), а тімари, що здавалися в довічний відкуп, — «малікяне» (османсько-турец. — на кшталт власності).
Тімари розрізнялися ступенем фіскально-юридичного імунітету. За меншими записувалися поголовщина (іспендже, баштіна, чіфт-ресмі) та/або десятини на різні продукти. Решта податків віддавалася державі (як от джизья, або поголовщина з не-мусульман) чи ін. сіпагам. Право збору нерегулярних податків (штрафи, податок на наречених, прибуток від продажу рабів-утікачів тощо) передбачало виконання поліцейських функцій, тому воно закріплювалося лише за хассами та зеаметами у статусі «сербест» (перською — вільний), що надавалися особам у статусі бея (губернаторам провінцій, чавушам, диздарам).

## Дотичні терміни
Тімаріот – у Османській імперії - володар  лена, те ж що і сіпагі.
- Сахіб-і арз (сахіб-і райят) – “держатель землі, селян” – тімаріот.

Тімар-дефтердар – у Османській імперії - провінційний чиновник, який відав справами стосовно тімарів.